# Sack
Sack je stará anglická jednotka hmotnosti a objemu, jež byla používána pro různé druhy zboží. Nejvíce podobná je jí jednotka zvaná žok, popřípadě bag. Pro různé druhy zboží a různá místa se tato jednotka liší.

## Velká Británie

### hmotnost
- brambory : jeden sack = 50,80 kilogramu = 112 pound
- uhlí : jeden sack = 101,6 kilogramu = 224 pound
- mouka : jeden sack = 127,00 kilogramů = 280 pound
- vlna : jeden sack = 165,10 kilogramu = 364 pound

### objem
- uhlí : jeden sack = 109,10 litru = 24 gallonů

## Jihoafrická republika

### objem
- jeden sack = 145,4 litru

## Použitý zdroj
- Malý slovník jednotek měření, vydalo nakladatelství Mladá fronta v roce 1982, katalogové číslo 23-065-82